# Иван Елгера
Ива̀н Елгѐра Бухѝя (на испански Iván Helguera Bujía) е бивш испански футболист, който играе като централен защитник или дефанзивен полузащитник.

## Биография
Роден е на 28 март 1975 година в Сантандер, област Кантабрия, Испания.
Неговият по-малкия брат Луис Елгера също е професионален футболист. Иван е женен за своята дългогодишна приятелка – Лорена, с която имат двама сина – Лука (2005) и Енцо (2008).

## Състезателна кариера
На клубно ниво, Елгера е играл за СД Манчедо (1996), Албасете (1997), Рома (1997-98), Еспаньол (1998-99 г.), и Реал Мадрид (1999-2007). С Кралския клуб печели Шампионската лига два пъти. Играе за страната си на Евро 2000, Световното първенство през 2002 и Евро 2004.
На 20 юли 2007, обиден от факта, че неговият № 6 е даден на новото попълнение Мамаду Диара, Елгера напуска Реал Мадрид въпреки че договорът му е до 2009 година. Подписва тригодишен договор с друг отбор от Примера – Валенсия.

## Успехи
- Реал Мадрид
  - Примера Дивисион (3) 2000-2001, 2002-2003, 2006-2007
  - Суперкупа на Испания (2) 2001 и 2003 г.
  - Шампионска лига (2) 2000 и 2002 г.
  - Суперкупа на УЕФА – 2002
  - Междуконтинентална купа – 2002
  - Купа на Краля 2007-08